# Steffenshammer

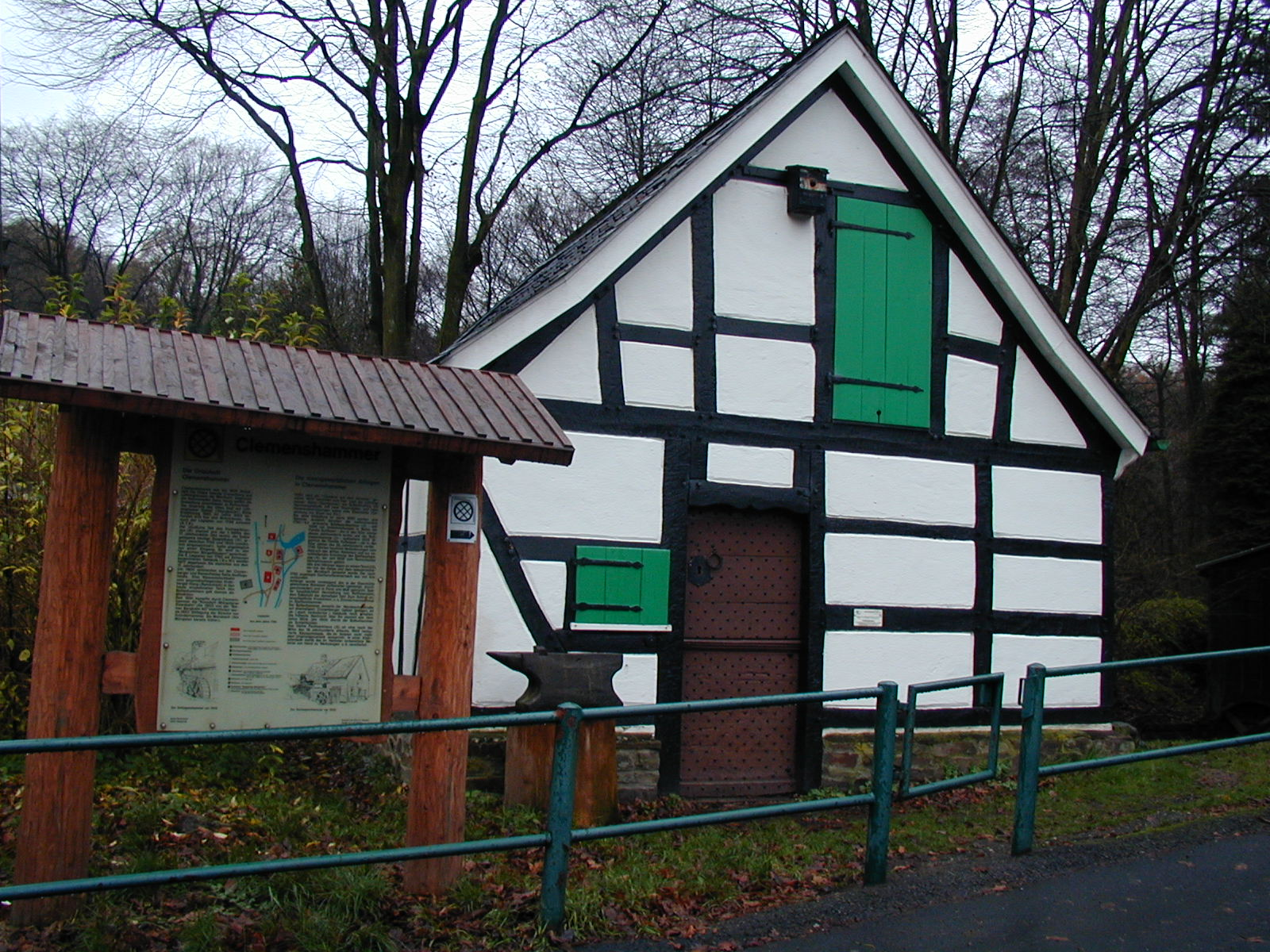
Das Nebengebäude vom Steffenshammer in Clemenshammer

Der Steffenshammer ist ein noch gut erhaltener Eisenhammer in Remscheid.

## Lage
Er befindet sich im Norden von Remscheid nahe der Stadtgrenze zu Wuppertal in der Ortschaft Clemenshammer am Bachlauf der Gelpe kurz vor ihrer Mündung in den Morsbach.

## Geschichte
Der Schmiede- und Schleifkotten wurde im Jahre 1746 errichtet und kam nach mehreren Besitzerwechseln 1825 in den Besitz der Familie Steffens. Im 19. Jahrhundert wurde er überwiegend für die Herstellung von Raffinierstahl zum Schmieden von Werkzeugen und Kleineisenteilen in der zu jener Zeit aufgrund des Wasser- und Holzreichtums sowie der Eisenerzvorkommen an Kotten reichen Region (weitergehende Informationen unter dem Lemma Gelpetal) genutzt.
Der Bach Gelpe wurde mit Hilfe eines Stauteichs angestaut, um so die Wasserkraft zum Antrieb eines heute noch vorhandenen (und für Vorführungszwecken genutzten) großen oberschlächtigen Wasserrades zur Betätigung des Schmiedehammers am Amboss sowie eines zweiten, kleineren Rades für den Antrieb des Schleifsteins sowie des Blasebalgs an der Esse zu nutzen.
Der Hammer war bis 1928 voll in Betrieb und wurde danach noch bis zum Jahr 1958 für gelegentliche Arbeiten genutzt.
Dann wurde er von der Stadt Remscheid erworben und für Schauzwecke erhalten. Mittlerweile hat die Stadt Remscheid den Steffenshammer an einen privaten gemeinnützigen Verein verkauft, der von zahlreichen Privatleuten und Unternehmen mit Spenden unterstützt wird.

## Heute
Der Steffenshammer ist heute der letzte noch funktionsfähige Hammer im Gelpetal. Er war bis vor kurzem eine Außenstelle des Deutschen Werkzeugmuseums/Historischen Zentrums. Auch in der neuen Rechtsträgerschaft des privaten Vereins soll er für Besichtigungen und Veranstaltungen geöffnet werden. Eine Außenbesichtigung ist jederzeit möglich. Der Förderverein hatte sich Mitte 2008 durch Initiative des Hückeswagener Unternehmers Peter Recknagel gegründet.
In der Nähe stehen einige wenige Parkplätze zur Verfügung. Hier beginnt bzw. endet auch der Industrie-Geschichtspfad Historisches Gelpetal, der mit zahlreichen Schautafeln an die noch mehr oder weniger vorhandenen Reste der hier ehemals vorkommenden Betriebsstätten der Kleineisenindustrie erinnert.
Mit öffentlichen Verkehrsmitteln ist der Steffenshammer am günstigsten über die Bushaltestelle (Remscheid)-Gerstau (Linie 615) zu erreichen.

## Zeitungsartikel
1. ↑  Artikel im RGA vom 6. März 2009
2. ↑  RP-Online: Vereint für den Steffenshammer, 6. August 2008

Koordinaten: 51° 12′ 10,2″ N, 7° 9′ 58,3″ O